# Eberhard von Mantey (General)
Johannes Eberhard Mantey, seit 1875 von Mantey (* 23. Juni 1835 in Ückermünde; † 12. Juni 1902 in Dessau) war ein preußischer General der Infanterie.

## Leben

### Herkunft
Eberhard war ein Sohn des preußischen Majors Johann Mantey (1788–1866) und dessen zweite Ehefrau Leopoldine, geborene Wörmann (1800–1880).

### Militärkarriere
Mantey trat am 1. Oktober 1853 als Einjährig-Freiwilliger in die 2. Pionier-Abteilung der Preußischen Armee ein und absolvierte 1854/57 die Vereinigte Artillerie- und Ingenieurschule. Er avancierte bis März 1856 zum Sekondeleutnant und wurde nach beendigtem Lehrkursus zunächst der 3. Pionier-Abteilung sowie im September 1859 der 6. Pionier-Abteilung zugewiesen. Im Juli 1860 kam Mantey zur Fortifikation in Glogau und wurde 1861 Adjutant der 2. Pionier-Inspektion. Im Krieg gegen Dänemark war er 1864 als Ingenieuroffizier beim Stab des Generalkommandos des kombinierten Armeekorps und nahm an der Belagerung und Erstürmung der Düppeler Schanzen sowie am Übergang nach Alsen teil.
Nach dem Krieg wurde Mantey im Frühjahr 1865 dem mit der Abfassung eines neuen Sappeur-Reglements beauftragten Oberst von Schweinitz für mehrere Monate zur Verfügung gestellt und leitete während dieses Kommandos im Sommer gleichen Jahres die Zeltlagerarbeiten auf der Lockstedter Heide in Holstein. Später dem Gouverneur des Herzogtums Schleswig beigegeben, kam er nach Beendigung dieses Kommandos zum Generalstab des V. Armee-Korps. In dieser Stellung nahm er 1866 während des Krieges gegen Österreich an den Kämpfen bei Nachod, Skalitz, Schweinschädel, Gradlitz und Königgrätz teil.
Nach dem Friedensschluss wurde Mantey zunächst als Kompanieführer zum 1. Westpreußischen Grenadier-Regiment Nr. 6 und zwei Jahre später zum 1. Niederschlesischen Infanterie-Regiment Nr. 46 kommandiert. Am 22. März 1869 folgte seine Versetzung als Kompaniechef in das 2. Nassauische Infanterie-Regiment Nr. 88. Im März 1870 wurde Mantey in den Großen Generalstab versetzt und bei der Mobilmachung anlässlich des Krieges gegen Frankreich dem Generalstab des V. Armee-Korps zur Verfügung gestellt. Er nahm an den Schlachten bei Weißenburg und Wörth, dem Gefecht bei Stonne, der Schlacht bei Sedan, dem Gefecht bei Petit-Bicetre, der Einschließung von Paris, dem Ausfallgefecht bei La Malmaison und an der Schlacht beim Mont Valérien teil.
Ausgezeichnet mit beiden Klassen des Eisernen Kreuzes sowie dem Komturkreuz des Bayerischen Militärverdienstordens wurde Mantey als Major am 18. September 1875 durch Kaiser Wilhelm I. in den erblichen preußischen Adelsstand erhoben. Er stieg Ende März 1876 zum Oberstleutnant auf, war zum Großen Generalstab kommandiert und wurde am 3. Februar 1877 zum Abteilungsleiter im Großen Generalstab ernannt. Zugleich war er auch als Lehrer an der Kriegsakademie sowie als Mitglied der Studienkommission für das Kadettenkorps tätig. Als im Jahr 1878 unter der Leitung des Generals von Verdy bei Straßburg Übungen im Festungskrieg stattfanden, wurde er hinzugezogen. Im September 1880 avancierte Mantey zum Oberst und am 4. Juni 1881 erhielt er das Kommando über das 3. Westfälische Infanterie-Regiment Nr. 16 in Köln. Daran schloss sich vom 11. März 1886 bis zum 18. August 1888 eine Verwendung als Generalmajor und Kommandeur der 16. Infanterie-Brigade in Erfurt an. Anschließend beauftragte man ihn zunächst mit der Führung der 29. Division in Freiburg im Breisgau und ernannte ihn am 15. Oktober 1888 unter Beförderung zum Generalleutnant zum Kommandeur dieses Großverbandes. In dieser Stellung erhielt er im Juni 1891 das Großkreuz des Ordens vom Zähringer Löwen. Am 11. Februar 1892 wurde Mantey in Genehmigung seines Abschiedsgesuches mit Pension zur Disposition gestellt.
Nach seiner Verabschiedung erhielt er am 22. März 1897 anlässlich des 100. Geburtstages von Kaiser Wilhelm I. den Charakter als General der Infanterie.

### Familie
Mantey heiratete in Posen am 15. Oktober 1867 Ella Friederike Therese Cranz (1845–1926), eine Tochter des Generalsuperintendenten Friedrich Cranz. Das Paar hatte mehrere Kinder:
- Elisabeth (*/† 1868)
- Eberhard (1869–1940), deutscher Vizeadmiral ⚭ Lisbeth von Koester (1881–1959), Tochter des Großadmirals Hans von Koester
- Friedrich (1872–1953), deutscher Generalmajor ⚭ 1902 Eleonore von Zülow (* 1881)[3]
- Elle (1874–1883)
- Werner (1879–1970), Dr. jur. und Bergwerksdirektor